# Museo Nacional Romano

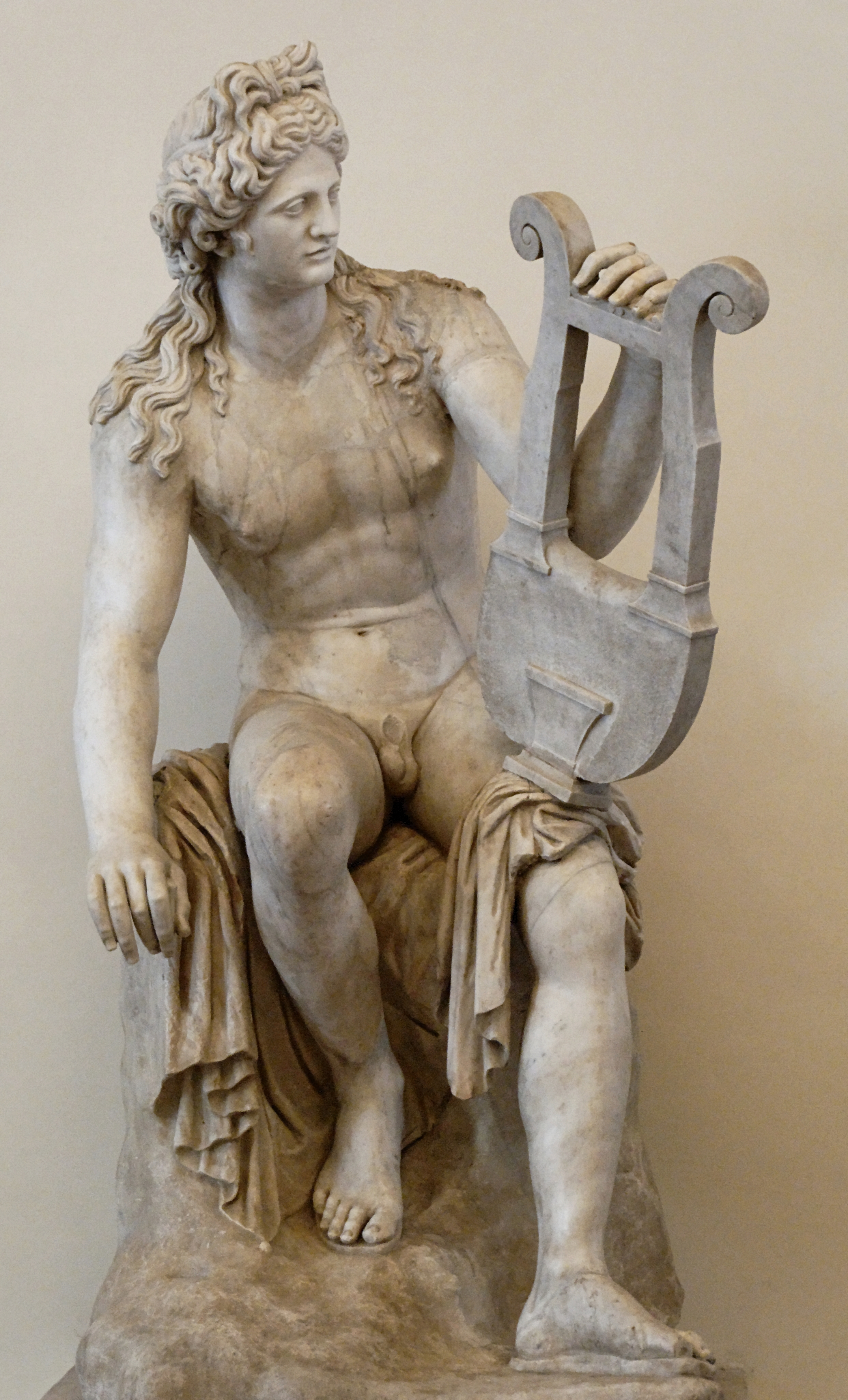
Un Apolo Citharoedus del Palacio Altemps.

El Museo Nacional Romano (Museo Nazionale Romano en italiano) es un conjunto de museos en Roma (Italia), dividido en varios lugares de la ciudad. Fue fundado en 1889 e inaugurado en 1890, durante el Risorgimento, con el propósito de coleccionar antigüedades que van desde el siglo V a. C. al siglo III d. C.
La primera colección se formó con las colecciones arqueológicas del Museo Kircheriano y los numerosos nuevos descubrimientos en Roma durante el planeamiento de la ciudad después de que se convirtiera en la nueva capital del nuevo Reino de Italia. Inicialmente se pretendía que se mostrara en un «Museo Tiberino» (que nunca se llevó a cabo), pero en 1901 el Estado otorgó el beneficio a la institución de la Villa Ludovisi y la importante colección nacional de esculturas antiguas.
Su base se estableció en el claustro del siglo XVI construido por Miguel Ángel en parte de las termas de Diocleciano, que aún son su base principal. Esta adaptación de los edificios a un nuevo propósito comenzó para la Exposición de 1911 y se acabó en la década de 1930. En los años 1990, en una transformación radical, las colecciones del museo se dividieron en cuatro lugares diferentes.

## Cripta Balbi

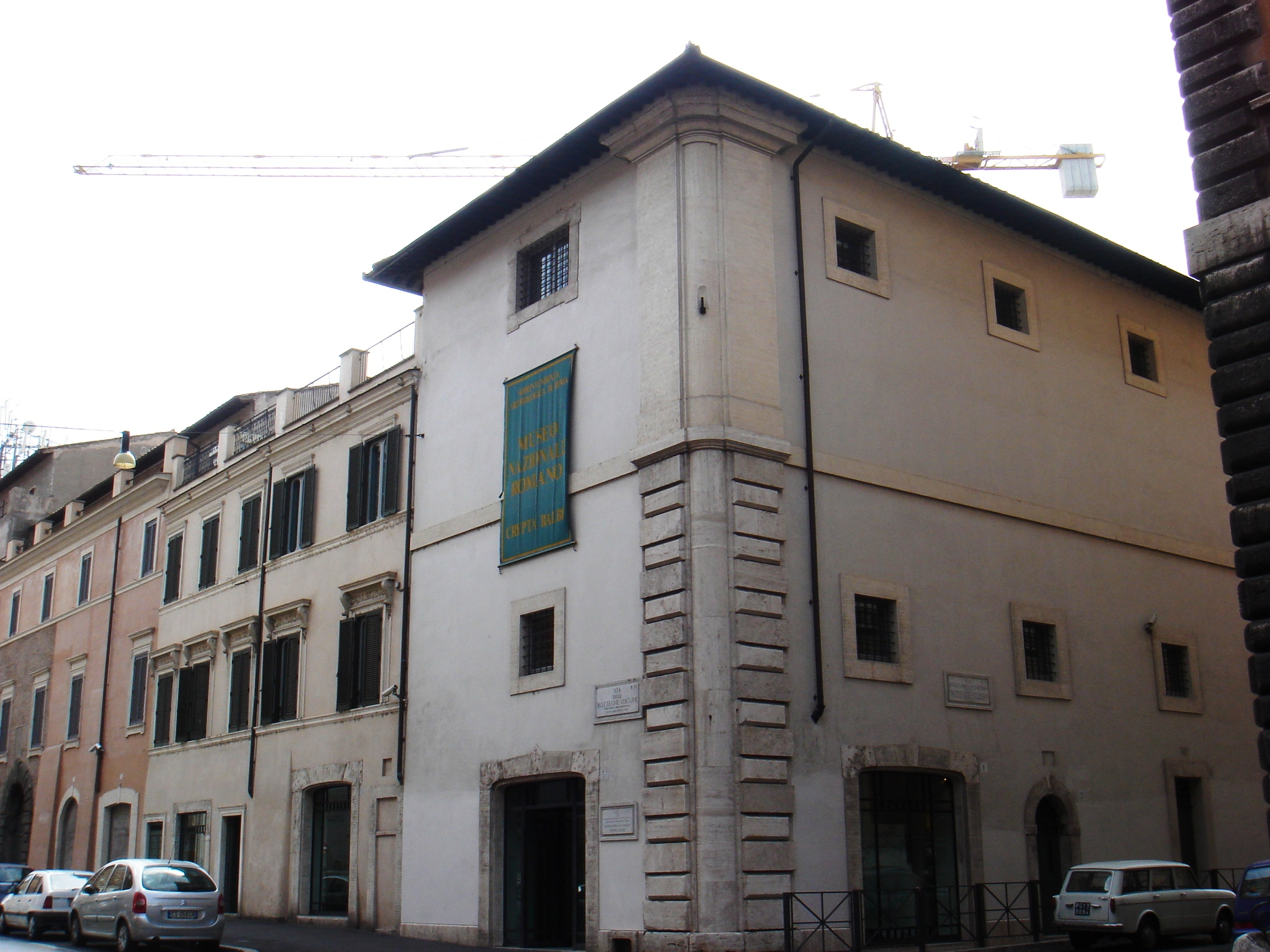
Cripta Balbi

### Historia del edificio
En 1981, excavando en un lugar céntrico abandonado en el Campo de Marte entre las iglesias de Santa Caterina dei Funari y San Stanislao dei Polacchi, Daniel Manacorda y su equipo descubrieron el pórtico cuádruple con columnas del Teatro de Lucio Cornelio Balbo, el cercano statio annonae y evidencias de una ocupación del lugar tardía, en época medieval. Estas se presentan en esta rama, inaugurada en el año 2001, que alberga los restos arqueológicos y hallazgos de esa excavación (incluyendo un arco de estuco del pórtico).

### Colecciones
Así como nuevo material para las excavaciones, los objetos de este museo vienen de 
- las colecciones del anterior Museo Kircherian,
- las colecciones Gorga y Betti,
- material numismático de las colecciones Gnecchi y la colección de Víctor Manuel III de Saboya,
- colecciones del Foro Romano, en particular un fresco y arquitrabe de mármol de la deconstrucción de la iglesia medieval de Sant'Adriano en la Curia senatus, acontecida en los años 1930,
- Museo del Palacio Venezia,
- los Museos Capitolinos,
- el Antiquarium municipal de Roma,
- frescos retirados en 1960 de la iglesia de Santa Maria in Via Lata.

En el sótano se encuentran los restos arqueológicos, con guía de un miembro del personal del museo.
En la planta baja está una primera sección («Arqueología e historia del paisaje urbano») que presenta los resultados de las excavaciones, y las sitúa en el contexto de la historia de la zona. Además de los restos de ese yacimiento, esta sección también habla del Monastero di Santa Maria Domine Rose (comenzado cerca en el siglo VIII), de casas de mercaderes y artesanos medievales, del Conservatorio di Santa Caterina dei Funari (construido a mediados del siglo XVI por Ignacio de Loyola para albergar a las hijas de prostitutas romanas) y de la Botteghe Obscura.
La segunda sección está en el primer piso y se dedica a «Roma desde la antigüedad hasta la Edad Media». Es el Museo de la Roma Medieval e ilustra la vida y las transformaciones de Roma en su conjunto entre el siglo V y el X.

## Palacio Altemps

### Historia del edificio

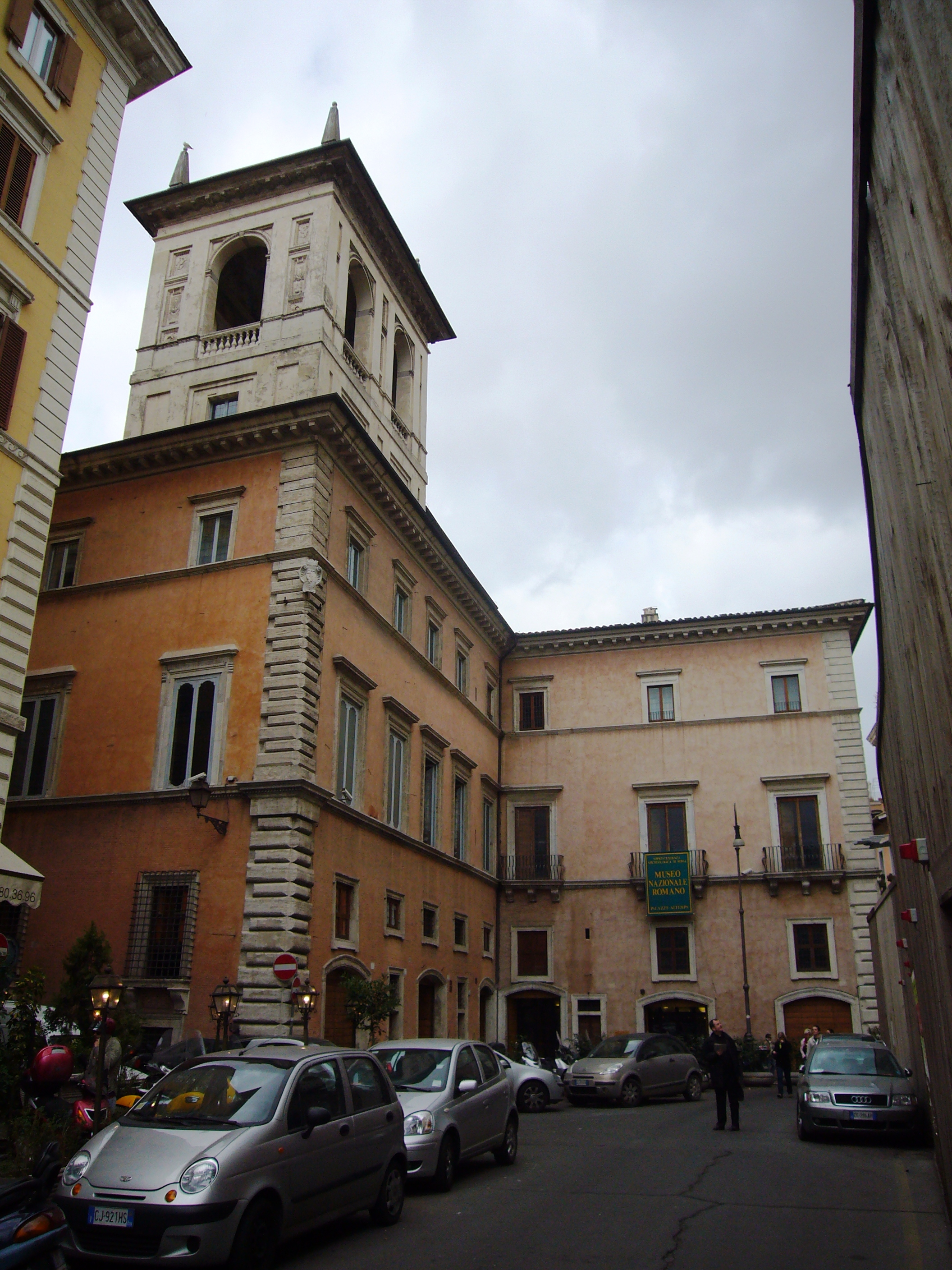
Vista exterior del Palacio Altemps.

Construido en el siglo XV por la familia Riario y reconstruido por el arquitecto Martino Longhi para el cardenal Marco Sittico Altemps en el XVI. Desde 1894 hasta 1971 fue la sede del Colegio Español de San José. Devuelto a la Santa Sede, será adquirido por el estado italiano y entregado al museo en 1982 e inaugurado en 1997.

### Colecciones
Alberga las exposiciones del museo sobre la historia del coleccionismo (esculturas de colecciones renacentistas como las colecciones Boncompagni-Ludovisi y Mattei, incluyendo el Sarcófago Ludovisi, el Ares Ludovisi y el Gálata Ludovisi (del mismo grupo de Pérgamo que el Galo moribundo) y la colección egipcia (esculturas de deidades orientales). El palacio también incluye el teatro privado histórico, en la actualidad usado para albergar exposiciones temporales, y la iglesia de San Aniceto.

## Palacio Massimo alle Terme

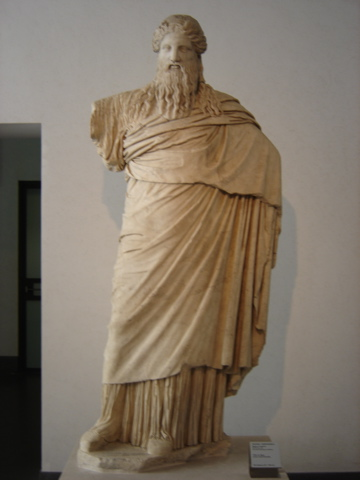
Un Dionisio Sardanápalo del Palacio Massimo.

### Historia del edificio
En el lugar donde estaba la Villa Peretti del papa Sixto V (demolida en 1883 después de la construcción de una estación de tren cercana), el edificio actual se construyó en estilo neo-cinquecentesco entre 1883 y 1887 por el arquitecto Camillo Pistrucci para albergar un seminario jesuita. Usado parcialmente como un hospital militar durante la Segunda Guerra Mundial, volvió a funciones escolásticas hasta 1960.  En 1981, época en la que se estaba cayendo, el Estado lo adquirió y lo entregó al museo. Su restauración y adaptación comenzó en 1983. Fue inaugurado como parte del museo en 1995 y acabado en 1998.

### Colecciones
Acomoda la escultura (republicana, del alto y del bajo imperio) y colecciones de monedas y joyería.
En el sótano está la colección numismática del museo, mostrando la evolución de la moneda en Italia. La mayor parte de las monedas que se muestran son muy poco frecuentes. Merece la pena mencionarse el medallón de Teodorico el Grande, los cuatro ducados de Pablo II con la navicella de Simón Pedro y la piastra de plata del estado Pontificio con vistas de la ciudad de Roma.
Una sala está también dedicada a la momia que se encontró en 1964 en la Vía Cassia, dentro de un sarcófago ricamente decorado con varios artefactos en ámbar y piezas de joyería también en exposición.
En la planta baja y el primer piso hay esculturas del periodo entre finales de la República Romana y principios del periodo republicano (siglo II a. C. al siglo I después de Cristo), incluyendo el famoso General Tívoli y Augusto de via Labicana (el segundo de la villa de Livia en la Vía Labicana).  Se exploran los temas helenísticos en el arte romano, y el desarrollo del retrato de emperadores.
En el segundo piso hay frescos, estucos y mosaicos, incluyendo los de la villa de Livia, esposa de Augusto, en Prima Porta sobre la Vía Flaminia. Comienza con el triclinium de verano de la Villa de Livia ad Gallinas Albas. Los frescos, descubiertos en 1863 y que se remontan al siglo I a. C., muestran un jardín exquisito con plantas ornamentales y granados. Cada especie vegetal y avícola es muy realista. Está abierta al público sólo mediante visitas guiadas por personal del museo.

## Termas de Diocleciano

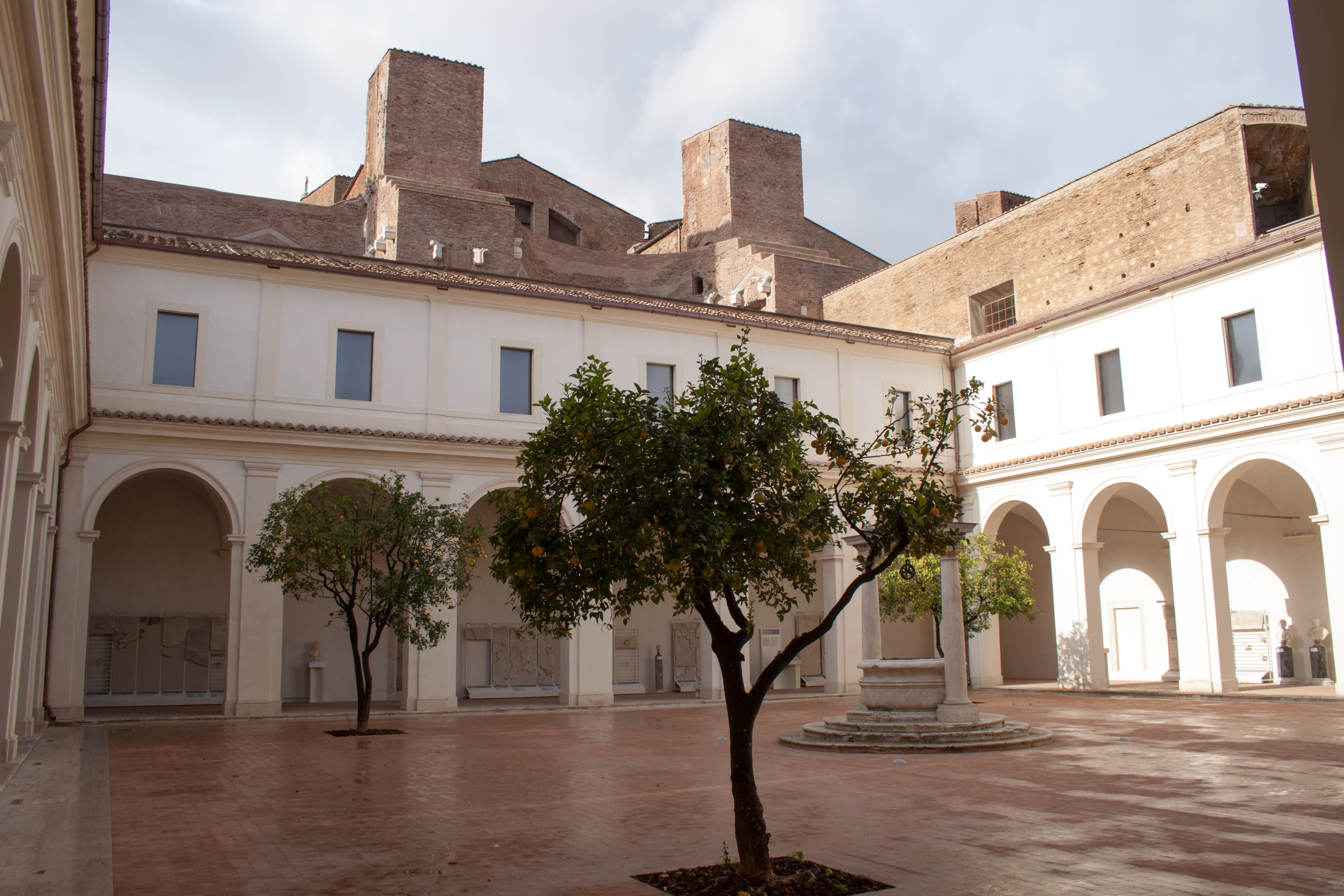
Museo Nacional Romano-Termas de Diocleziano, claustro construido por Miguel Ángel. Fotografía de Szilas

En el claustro de Miguel Ángel, un jardín del siglo XVI, se muestran altares y escultura funeraria así como inscripciones.
Aún se conserva la sala principal de las termas, que se usa principalmente para exposiciones temporales mientras se prepara la exposición permanente de hallazgos de algunas importantes excavaciones urbanas. 
El Aula de San Isidoro es la anterior capilla. La sección de prehistoria está en el primer piso. 
La sección epigráfica está en el aula octogonal, restaurada en 1991.  Se dedica a esculturas halladas en las termas de Roma, incluyendo el Atleta en bronce y el Boxeador de las Termas de Constantino.